# 아주비케 오케추쿠
아주비케 고드손 오케추쿠(영어: Azubuike Godson Okechukwu, 1997년 4월 19일 ~ )는 나이지리아의 축구 선수로, 현재 튀르키예 쉬페르리그의 차이쿠르 리제스포르에서 수비형 미드필더로 활약하고 있다.

## 구단 경력
카치나에서 태어난 오케추쿠는 바옐사 유나이티드와 예니 말라티아스포르에서 클럽 축구를 했다.
2018년 8월 19일, 오케추쿠는 이집트 프리미어리그의 피라미즈 FC에 입단하며 이적했다.
2019년 1월, 그는 차이쿠르 리제스포르에 시즌 종료까지 임대로 합류하여, 2019년 7월 10일 이스탄불 바샥셰히르는 오케추쿠와 한 시즌 임대 계약을 체결했다고 확인했다. 그는 클럽과 튀르키예 챔피언십에서 우승했다.
2020년 8월 오케추쿠는 이스탄불 바샥셰히르와 영구 계약을 체결하고, 2021년 7월 시바스스포르로 임대 이적했으며, 2022년 1월 예니 말라티야스포르로 임대 이적했다.

## 국가대표팀 경력
오케추쿠는 2016년 나이지리아 국가대표팀에 데뷔하였고, 2016년 하계 올림픽에 참가할 35명의 잠정 선수단으로 나이지리아에 의해 선발되었다.